# كبريتيد الغاليوم الثلاثي
كبريتيد الغاليوم الثلاثي مركب لاعضوي لعنصر الغاليوم وينتمي إلى مجموعة الكبريتيدات. لهذا المركب الصيغة الكيميائية Ga2S3 ويوجد على هيئة صلب أصفر.

## التحضير
يحضر هذا المركب من تفاعل الغاليوم مع الكبريت عند درجات حرارة تصل إلى 1250 °س.
{\displaystyle \mathrm {2\ Ga+3\ S\longrightarrow Ga_{2}S_{3}} }
كما يمكن أن يحضر من تفاعل أكسيد الغاليوم الثلاثي أو هيدروكسيد الغاليوم الثلاثي مع كبريتيد الهيدروجين:
{\displaystyle \mathrm {Ga_{2}O_{3}+3\ H_{2}S\longrightarrow Ga_{2}S_{3}+3\ H_{2}O} }
{\displaystyle \mathrm {2\ Ga(OH)_{3}+3\ H_{2}S\longrightarrow Ga_{2}S_{3}+6\ H_{2}O} }

## الخواص
يوجد المركب في الشروط القياسية على هيئة صلب أصفر، وهو يتفاعل مع الماء:
{\displaystyle \mathrm {Ga_{2}S_{3}+4\ H_{2}O\longrightarrow 2\ GaO(OH)+3\ H_{2}S} }
يتفكك هذا المركب بالتسخين عند درجات حرارة مرتفعة مشكلاً كبريتيدات غير متكافئة Ga4Sx (4.8 < x < 5.2).